# Рафаель Нуньєс (футболіст)
Рафаель Нуньєс (ісп. Rafael Núñez, нар. 25 січня 2002, Бонао) — домініканський футболіст, півзахисник клубу «Ельче».
Виступав, зокрема, за клуби «Атлетіко Оттава», «Атлетіко Мадрид Б» та «Альмерія Б», а також національну збірну Домініканської Республіки.

## Клубна кар'єра
Народився 25 січня 2002 року в місті Бонао. Вихованець юнацьких команд футбольних клубів «Райо Вальєкано» та «Атлетіко».
У дорослому футболі дебютував 2021 року виступами за команду «Атлетіко Оттава», в якій того року взяв участь у 25 матчах чемпіонату. Більшість часу, проведеного у складі «Атлетіко Оттава», був основним гравцем команди.
Своєю грою за цю команду привернув увагу представників тренерського штабу клубу «Атлетіко Мадрид Б», до складу якого приєднався 2021 року. Відіграв за дублерів мадридського клубу наступний сезон своєї ігрової кар'єри.
У 2022 році уклав контракт з клубом «Альмерія Б», у складі якого провів наступний рік своєї кар'єри гравця. Граючи у складі другої команди «Альмерії» також здебільшого виходив на поле в основному складі команди.
До складу клубу «Ельче» приєднався 2023 року. Станом на 20 липня 2024 року відіграв за клуб з Ельче 6 матчів в національному чемпіонаті.

## Виступи за збірні
У 2018 році дебютував у складі юнацької збірної Іспанії (U-17), загалом на юнацькому рівні взяв участь у 1 іграх.
У 2021 році залучався до складу молодіжної збірної Домініканської Республіки. На молодіжному рівні зіграв у 3 офіційних матчах.
У 2022 році дебютував в офіційних матчах у складі національної збірної Домініканської Республіки.
| Дата      | Місто             | Господарі                | Результат | Гості                    | Турнір                                        | Голи | Примітки |
| --------- | ----------------- | ------------------------ | --------- | ------------------------ | --------------------------------------------- | ---- | -------- |
| 2-6-2022  | Бельмопан         | Беліз                    | 0 – 2     | Домініканська Республіка | Ліга націй КОНКАКАФ 2022-2023 - Груповий етап | -    | 66'      |
| 10-6-2022 | Санто-Домінго     | Домініканська Республіка | 1 – 1     | Гватемала                | Ліга націй КОНКАКАФ 2022-2023 - Груповий етап | -    | 64'      |
| 13-6-2022 | Гватемала (місто) | Гватемала                | 2 – 0     | Домініканська Республіка | Ліга націй КОНКАКАФ 2022-2023 - Груповий етап | -    |          |
| Усього    |                   | Матчів                   | 3         |                          | Голів                                         | 0    |          |